# Carlo Milanuzzi
Carlo Milanuzzi da Santa Natoglia (Esanatoglia, fine del XVI sec. – 1647 circa) è stato un compositore, organista e presbitero italiano.

## Biografia
Carlo Milanuzzi nacque a Santa Natoglia, oggi Esanatoglia nelle Marche, da Milanuzzo e donna Felice; secondo recenti ricerche, la nascita avvenne quasi certamente prima del 1592, anno in cui il parroco iniziò la compilazione del libro dei battesimi, in cui manca il nome del futuro compositore.
Sebbene originario della Marca anconitana, Milanuzzi svolse la maggior parte della sua attività al Nord della penisola italiana, in particolare a Venezia, contribuendo significativamente allo sviluppo dell'aria a voce sola. Ordinato frate agostiniano, alternò alla composizione di musica sacra quella su testo profano, talvolta di contenuto erotico. In particolare, «le raccolte di Ariose vaghezze pubblicate a Venezia da Milanuzzi tra il 1622 e il 1643 erano una vera miniera di arie e protocantate con numerose affinità con Falconieri»; molte di queste comprendevano danze, di cui un cospicuo gruppo scritte per la chitarra spagnola.
Buon letterato, Milanuzzi scrisse anche versi e una commedia pastorale. Si ritiene che sia morto poco dopo l'ultima sua pubblicazione, Compieta intiera concertata con le Antifone, e Litanie della Beatiss. Vergine Madre di Dio, da cantarsi in organo, a una, due, tre, e quattro voci, op. 23, edita a Venezia nel 1647. Parte della sua produzione è andata perduta.

## Opere

### Musica sacra
- Sacri rosarum flores, 1619;
- Vespertina psalmodia, 1619;
- Letanie della Beata Vergine, 1622;
- Armonia sacra di concerti, messa et canzoni, 1622;
- Sacra cetra concertata con affetti ecclesiastici, 1625;
- Concerto sacro di salmi intieri, 1629;
- Messe a 3 concertate, 1627;
- Hortus sacer deliciarum, 1636;
- Concerto sacro di salmi intieri, 1643;
- Compieta intiera concertata con le antifone, e Litanie BVM di Dio, 1647.

### Musica profana
- Aurea corona de scherzi poetici, 1620;
- Primo scherzo delle ariose vaghezze, 1622;
- Secondo scherzo delle ariose vaghezze, 1622;
- Terzo scherzo delle ariose vaghezze, 1623;
- Quarto scherzo delle ariose vaghezze, 1624;[3]
- Sesto libro delle ariose vaghezze, 1628;
- Settimo libro delle ariose vaghezze, 1630;
- Ottavo libro delle ariose vaghezze, 1635;
- Nono libro delle ariose vaghezze, commode da cantarsi, 1643.

### Altre opere
- Il primo libro de madrigali a quattro voci di Pomponio Nenna, con l'aggiunta del basso continuo da Carlo Milanuzzi, Venezia, 1621;
- Anima miseranda, in «Ghirlanda sacra scielta da diuersi Eccellentissimi Compositori», Venezia, 1625;
- 2 arie, 1634.